# Station Zelzate-Kanaal
Station Zelzate-Kanaal is een voormalig spoorwegstation langs lijn 77 (Zelzate - Sint-Gillis-Waas) in de gemeente Zelzate. Het was een tijdelijk eindpunt in de periodes na beide wereldoorlogen, toen de brug over het Kanaal Gent-Terneuzen opgeblazen was. Na de Eerste Wereldoorlog werd de brug in 1928 hersteld, na de Tweede Wereldoorlog bleef het station in dienst tot de sluiting van de spoorlijn.
0,0: Sint-Gillis-Waas ·
4,4: Kemzeke ·
6,4: Stekene ·
11,1: Klein-Sinaai ·
15,2: Moerbeke-Waas ·
20,0: Wachtebeke ·
23,0: Zelzate-Kanaal ·
26,8: Zelzate